# 中国工业设计协会
中国工业设计协会（英語：China Industrial Design Association，缩写CIDA），成立于1979年，是中国国家级工业设计行业协会。属国资委管理的事业单位性质的行业组织，指导单位为中国国家工业和信息化部。协会主办《设计》杂志和设计相关的通讯、年鉴等。网站标注地址在北京市海淀区。

## 历史
- 2014年8月29日，成立德稻创新学院[2][3]，11月9日揭牌[4]。
- 2015年10月11日，在北京召開第五次会员代表大会，畢業於江南大学设计学院的刘宁当选会长[5][6]。
- 2016年12月4日，与国际设计委员会、欧洲设计协会、土耳其专利局、意大利工业设计协会等16个相关机构达成战略合作[7]。
- 2017年5月12日，與猪八戒网签订战略合作协议[8]。

## 外部連結
- 官方网站